# Maratona aquática no Campeonato Europeu de Esportes Aquáticos de 2021 - 25 km masculino
Os 25 km da maratona aquática masculina da maratona aquática no Campeonato Europeu de Esportes Aquáticos de 2021 ocorreu no dia 16 de maio no Lago Lupa, em Budakalász na Hungria.

## Calendário
| Fase  | Data       | Hora  |
| ----- | ---------- | ----- |
| Final | 16 de maio | 09:30 |

Todos os horários estão no horário local (UTC+1)

## Medalhistas
| Ouro               | Prata               | Bronze                 |
| Axel Reymond (FRA) | Matteo Furlan (ITA) | Kirill Abrosimov (RUS) |

## Resultados
Esses foram os resultados da competição.
| Pos.              | Nadador            | Nacionalidade      | Tempo     |
| ----------------- | ------------------ | ------------------ | --------- |
| Medalha de ouro   | Axel Reymond       | França             | 4:35:59.8 |
| Medalha de prata  | Matteo Furlan      | Itália             | 4:36:05.1 |
| Medalha de bronze | Kirill Abrosimov   | Rússia             | 4:36:06.2 |
| 4                 | Alessio Occhipinti | Itália             | 4:36:12.0 |
| 5                 | Lars Bottelier     | Países Baixos      | 4:36:17.9 |
| 6                 | Simone Ruffini     | Itália             | 4:36:18.1 |
| 7                 | Ruslan Sadykov     | Rússia             | 4:37:13.4 |
| 8                 | Péter Gálicz       | Hungria            | 4:37:32.7 |
| 9                 | Evgenij Pop Acev   | Macedônia do Norte | 4:37:34.0 |
| 10                | Dávid Huszti       | Hungria            | 4:38:37.0 |
| 11                | Martin Straka      | Chéquia            | 4:39:56.0 |
| 12                | Matěj Kozubek      | Chéquia            | 4:40:44.9 |
| 13                | Niklas Frach       | Alemanha           | 4:46:43.6 |
| —                 | Evgeny Drattsev    | Rússia             | DNS       |
| —                 | Jules Wallart      | França             | DNS       |